# ФК Авр
Спортски клуб Авр (фр. Le Havre Athletic Club) француски је фудбалски клуб из Авра. Основан је 1872. године као атлетски и рагби клуб, што га чини најстаријим фудбалским клубом у Француској. Наступа у Првој лиги Француске.

## Трофеји
- Аматерско првенство Француске (3) : 1898/99, 1899/00, 1918/19.
- Друга лига Француске (6) : 1937/38, 1958/59, 1984/85, 1990/91, 2007/08, 2022/23.
- Куп Француске (1) : 1958/59.
- Суперкуп Француске (1) : 1959.